# Örvaremossens naturreservat
Örvaremossens naturreservat är ett naturreservat i Lekebergs kommun i Örebro län.
Området är naturskyddat sedan 2019 och är 43 hektar stort. Reservatet ligger sydost om Karlskoga och består barrskog med inslag av lövträd och bäckar med halvöppna myrmarker.